# Račice (Spořice)
Račice (německy Redschitz) jsou zcela zaniklá vesnice v okrese Chomutov. Stála 4,2 kilometru jihozápadně od Spořic. Zanikla v letech 1981–1983 v důsledku těžby hnědého uhlí v lomu Nástup.

## Název
Název vesnice vznikl postupnými změnami a odvozením z osobního jména Rak ve významu ves lidí Rakových. Poprvé se objevuje v latinském zápisu Wenc. rex fratribus domus Theuton. Raeschiz confirmat v roce 1237. V průběhu dějin se v pramenech vyskytuje v různých podobách: de Retschitz (1281), in Raczicz (1379), Reczicz (1352), Rzeczicz (1405), Redzicz (1410), w Racziczy (1543), Racziczy (1623), Recžiczy (1638), Retschitz a Ržecžicze (1787) a Račice (1854).

## Historie
První písemná zmínka o vesnici pochází z roku 1237, kdy král Václav I. potvrdil řádu německých rytířů z chomutovské komendy poplatek z Račic. V roce 1281 je zmíněn Chotěbor z Račic s manželkou, který řádu věnoval tzv. křimovský kolonizační újezd, za což si vymínil pohřeb v řádové kapli. Kostel je ve vesnici připomínán v roce 1379 a patronátní právo k němu měli páni ze Šumburka.
Na přelomu čtrnáctého a patnáctého století patřila vesnice grünhainskému klášteru, od kterého ji v roce 1405 získal Bedřich ze Šumburka, ale již o pět let později patřila opět klášteru. Lobkovicové, kterým Račice patřily až do roku 1528, ji prodali kadaňskému měšťanu Václavu Worschovi, od kterého je o deset let později získal Jan Vidpach z Vidpachu. Tomu byly Račice spolu s Kralupy a Naší zkonfiskovány za účast na stavovském povstání proti králi Ferdinandu I. Poté se v držení vsi vystřídalo několik majitelů (Šebestián z Veitmile, Brixius ze Smohaře a jeho synové) až ji v roce 1581 koupil Linhart ze Štampachu a Račice se tak staly součástí ahníkovského panství. Linhart mladší ze Štampachu se však zúčastnil stavovského povstání, a dvě třetiny jeho majetku včetně Račic proto byly zkonfiskovány. V roce 1623 je koupil Jaroslav Bořita z Martinic, v jehož rodě zůstaly až do konce osmnáctého století. Posledními šlechtickými majiteli byla od roku 1790 hraběnka Marie Anna z Althanu a po roce 1810 její dcera, od které je zdědil hrabě Wolkenstein.
V průběhu třicetileté války bylo okolí, pravděpodobně včetně samotných Račic, postiženo procházejícími vojsky nebo vojáky Breunerova pluku, kteří byli ubytováni v okolí Kadaně. Po bitvě na Bílé hoře proběhla rekatolizace celého okolí. Podle berní ruly z roku 1654 zde žilo sedm sedláků, jedenáct chalupníků a tři poddaní bez pozemků. O dva roky později bylo sedm chalupníků převedeno mezi chudší zahradníky. Na polích se pěstovala pšenice a žito, které byly spolu s chovem dobytka základem vesnického hospodářství. Jeden z chalupníků provozoval krčmu. V roce 1678 v Račicích žilo 21 poddaných, kteří museli při žních odpracovat 65 dnů roboty ročně. Hospoda byla osvobozená od vrchnostenských poplatků a musela nakupovat pivo z pivovaru v Ahníkově.
Původní kostel i s farou shořel při požáru v roce 1736, a proto byl v letech 1737–1741 postaven nový, zasvěcený svatému Vavřinci a svatému Štěpánovi. V kostele se nacházela pozdně gotická soška Madony, ke které se pořádala procesí.
Vesnice ležela v úrodné oblasti, kde se dařilo zemědělství, ale i tak zde stálo nejvíce patnáct selských usedlostí a žilo zde proměnlivé množství domkářů a řemeslníků. Ze záznamů z roku 1775 se dochovala informace o robotních povinnostech sedláků (mj. tři dny roboty s jedním spřežením týdně). Navíc museli platit vysoké daně (v průměru 82 zlatých). Sedláci s polovičním potahem měli povinnosti menší, domkáři a nádeníci museli odpracovat po 26 a třinácti dnech ročně. Krčmář byl od roboty osvobozen. V čele vesnice stál až do zrušení poddanství rychtář se čtyřmi až šesti konšely.
Koncem osmdesátých let devatenáctého století zde majitel dolu Humboldt u Naší otevřel huť na zpracování pyritových proplástků dodávaných také z dolu Maxmilián u Chomutova, ze kterých se zde vyráběl kamenec. Do roku 1896, kdy byl provoz huti zastaven, se zde vyrobilo 5512 q kamence. Z řemeslníků v Račicích pracovali jen kovář a švec. Většina ostatních služeb bývala dostupná v Kralupech. Vesnice ale měla vlastní jednotřídní školu, která od roku 1882 fungovala v nové budově. Chodily do ní také děti z Bran, ze Zásady a z Naší.
Pozvolný úpadek vesnice začal už na počátku dvacátého století. Způsobilo ho zavádění strojů v zemědělství a hornictví, v jehož důsledku ubylo práce v zemědělství a malé doly nedokázaly konkurovat levnému uhlí z okolí Mostu. Vesnici se po vysídlení Němců z Československa nepodařilo zcela dosídlit. Jednotné zemědělské družstvo v Račicích vzniklo v roce 1950, ale brzy se sloučilo s JZD v Krbicích a od roku 1976 spojená družstva spolu s JZD v Droužkovicích, Spořicích a Údlicích sloučily s chomutovským JZD Vpřed.
O zrušení vesnice bylo rozhodnuto, protože se nacházela v dolovém poli tehdejšího Lomu Březno. Krátce před zánikem v ní bydlelo 28 obyvatel v šestnácti domech. Osm rodin se přestěhovalo do Chomutova a jedna do Klášterce nad Ohří. Vesnice potom v letech 1981–1993 zcela zanikla.

## Přírodní poměry
Račice stávaly v katastrálním území Krbice, asi sedm kilometrů jihozápadně od Chomutova v nadmořské výšce 305 metrů. Na západě sousedily s Kralupy a na východě s Naší. Protékala jí říčka Hutná. Oblast je součástí Mostecké pánve, resp. jejího okrsku Březenská pánev, tvořeného miocenními jezerními jíly a písky mosteckého souvrství se slojemi hnědého uhlí. Povrch byl v okolí vesnice změněn povrchovou těžbou uhlí. V rámci Quittovy klasifikace podnebí Račice stály v teplé oblasti T2, pro kterou jsou typické průměrné teploty −2 až −3 °C v lednu a 18–19 °C v červenci. Roční úhrn srážek dosahuje 550–700 milimetrů, počet letních dnů je 50–60, počet mrazových dnů se pohybuje mezi 100–110 a sněhová pokrývka zde leží průměrně 40–50 dnů v roce.

## Obyvatelstvo
Při sčítání lidu v roce 1921 zde žilo 179 obyvatel (z toho 80 mužů) německé národnosti, kteří kromě dvou evangelíků patřili k římskokatolické církvi. Podle sčítání lidu z roku 1930 měla vesnice 164 obyvatel německé národnosti. Jeden byl evangelík, jeden bez vyznání a ostatní se hlásili k římskokatolické církvi.
|                                                                              | 1869 | 1880 | 1890 | 1900 | 1910 | 1921 | 1930 | 1950 | 1961 | 1970 | 1980 |
| ---------------------------------------------------------------------------- | ---- | ---- | ---- | ---- | ---- | ---- | ---- | ---- | ---- | ---- | ---- |
| Obyvatelé                                                                    | 184  | 199  | 184  | 234  | 177  | 179  | 164  | 88   | 60   | 36   | 14   |
| Domy                                                                         | 30   | 31   | 31   | 33   | 32   | 28   | 28   | 23   | .    | 14   | 5    |
| Počet domů z roku 1961 je zahrnut v celkovém počtu domů místní části Krbice. |      |      |      |      |      |      |      |      |      |      |      |

## Obecní správa
Po zrušení patrimoniální správy se Račice staly roku 1850 samostatnou obcí. Při sčítání lidu v roce 1869 byly osadou obce Naší, kterou zůstaly až do roku 1892, kdy se opět osamostatnily. Obec byla zrušena v roce 1960, odkdy Račice tvořily část obce Krbice. Jako část obce k 1. lednu 1980 úředně zanikly.

## Pamětihodnosti
Kostel svatého Vavřince a Štěpána byl barokní jednolodní bezvěžová stavba z let 1737–1741 postavená kadaňským stavitelem Janem Kryštofem Koschem. Architektonické články ze zbořeného kostela byly převezeny ke kostelu ve Vtelně a františkánskému klášteru v Kadani.
Ostatní drobné památky byly přemístěny do Místa
- boží muka z roku 1733
- kamenný kříž
- mariánský sloup